# Gijzeling (Tweede Wereldoorlog)
Gijzeling is in de Tweede Wereldoorlog het zonder aanklacht gevangenzetten van mensen, als represaille of als borg tegen verwachte acties. Tijdens de Duitse bezetting van Nederland zijn bij verschillende gelegenheden mensen opgepakt en vervoerd naar interneringskampen.

## Indische gijzelaars
Direct na de capitulatie van Nederland werden in het niet-bezette Nederlands-Indië alle aanwezige Rijksduitsers uit voorzorg geïnterneerd, onder slechte omstandigheden. Als represaille werden in Nederland in juli 1940 230 Indische verlofgangers opgepakt; zij werden getransporteerd naar Buchenwald en Ravensbrück (de vrouwen). In september 1940 volgde een tweede groep van iets meer dan honderd personen, onder wie de politici Willem Drees, Marinus van der Goes van Naters, Carel Goseling en nog enige vooraanstaande Tweede Kamerleden, alsmede generaal Röell. Deze twee groepen staan bekend als de "Indische gijzelaars". Velen zouden tot aan de bevrijding geïnterneerd blijven.
In het kader van deze interneringen werden ook lijsten opgesteld voor gijzeling bij gelegenheid; dit betrof min of meer bekende Nederlanders die een opinievormende, politieke of economische rol gespeeld hadden. Overigens betrachtte Seyss-Inquart hierbij de nodige voorzichtigheid, daar hij zijn strategie van geleidelijke nazificatie niet wenste te doorkruisen.

## Sint-Michielsgestel en Haaren
Op 4 mei 1942 werden 460 personen van deze lijsten van hun bed gelicht. Hieronder waren enkele topmensen van de Nederlandsche Unie en oud-Tweede Kamerleden; daarnaast hoogleraren, journalisten en verschillende bekende predikanten zoals Willem Banning en ds. Gravemeijer. Een directe aanleiding voor deze actie was er niet. Wel was de Duitse repressie in deze periode merkbaar aan het verharden: kort tevoren waren 72 leden van de Ordedienst geëxecuteerd; ook waren 2000 beroepsofficieren opgeroepen en in krijgsgevangenschap afgevoerd. Niet veel later zouden de eerste Jodendeportaties beginnen.
Bij een tweede gijzelingsgolf medio juli 1942, werden 600 mensen gearresteerd. Deze groepen werden opgesloten resp. in het kleinseminarie te Sint-Michielsgestel en het grootseminarie van Haaren, beide in Brabant.
De bedoeling was uitdrukkelijk deze gijzelaars te laten dienen als "borg" tegen sabotage- en verzetsdaden; in voorkomende gevallen zouden er dus gijzelaars ter dood worden gebracht; zij dienden als Todeskandidat.

## Executies
Bij twee gelegenheden is dit inderdaad gebeurd.
Op 7 augustus 1942 pleegde een joods-communistische groep onder leiding van Sally Dormits, die banden had met het Militair Contact, op het spoor midden in Rotterdam een aanslag op een trein met Duitse verlofgangers. Hoewel de aanslag grotendeels mislukte, zagen de Duitsers er aanleiding in om een voorbeeld te stellen. Vijf gijzelaars, 3 uit Rotterdam, 1 uit Zeeland, Baron Alexander Schimmelpenninck van der Oye, en een uit Arnhem, Otto Ernst Gelder graaf van Limburg Stirum, werden terechtgesteld. Het was voor het eerst dat onschuldigen ter dood werden gebracht; dit zorgde landelijk voor enorme beroering.
Op 15 oktober werden nogmaals 15 gijzelaars geëxecuteerd als reactie op sabotagedaden, grotendeels communisten. Hierna werden geen executies van de gijzelaars meer uitgevoerd, mogelijk als gevolg van de maatschappelijke reactie. Wel werden veel gijzelaars nog twee jaar vastgehouden.